# Kohle-Dampf-Licht-Seen

Logo der Themenroute

Kohle-Dampf-Licht-Seen ist eine regionale touristische Erlebnisroute, welche sich mit den Themen Industriegeschichte, Landschaftswandel und Energiezukunft im Mitteldeutschen Industrierevier im Bereich von Lutherstadt Wittenberg bis zum Großstolpener See bei Leipzig beschäftigt. Die Route führt von Lutherstadt Wittenberg über den Muldestausee, den Großen Goitzschesee, Delitzsch und Leipzig zum Großstolpener See im Leipziger Neuseenland. Die Stationen der Route können mit dem Fahrrad oder auch mit dem PKW erreicht werden.
Die Radroute ist ein Projekt des Tourismusverbands WelterbeRegion Anhalt-Dessau-Wittenberg e. V. mit Sitz in Wittenberg, dieser wird getragen von den Landkreisen Wittenberg und Anhalt-Bitterfeld, den lokalen Kommunen sowie touristischen Anbietern und Tourismusvereinen aus der Region. Der Verein ist einer der fünf regionalen Tourismusverbände des Landes Sachsen-Anhalt.

## Stationen
(Sortierung von Nord nach Süd)
- Piesteritzer Werkssiedlung in Lutherstadt Wittenberg
- Industriedenkmal Kraftwerk Vockerode
- Camping- und Wassersportpark Bergwitzsee-Resort
- Waldhaus am Bergwitzsee
- Ferropolis – Stadt aus Eisen am Gremminer See
- Werkssiedlung am ehemaligen Kraftwerk Zschornewitz
- Findlingsgarten und Kneipp-Spielplatz am Gröberner See
- Muldestausee mit den Stationen Heide-Camp Schlaitz und Haus am See
- Landschaftspark Goitzsche am Großen Goitzschesee
- Industrie- und Filmmuseum Wolfen
- Buchdorf Mühlbeck
- Wasserzentrum Bitterfeld
- Kreismuseum Bitterfeld mit Bernsteinkeller
- Bitterfelder Bogen
- Naturlehrpfad am Grabschützer See
- Schaufelrad (zum Schaufelradbagger) SRs 6300 in Gerbisdorf
- Schladitzer See
- Cospudener See, Markkleeberg
- Neue Harth
- Markkleeberger See
- Störmthaler See mit dem schwimmenden Veranstaltungsort Vineta
- Bergbau-Technik-Park in Großpösna
- Kraftwerk Lippendorf in Böhlen
- Aussichtspunkt im Tagebau Schleenhain
- Großstolpener See

## Anmerkung
Die Orte Industriedenkmal Kraftwerk Vockerode und Industrie- und Filmmuseum Wolfen liegen nicht direkt an der Route und sind nur durch einen etwas größeren Umweg zu erreichen.